# Біобібліографія
Біобібліографія (грец. Вíоç — життя, грец. γράφα графія — пишу та грец. Biblion — книжка) — відображає твори певної особи або осіб, а також документи і біографічні дані про них.

## Вміст і структура
Бібліографічні посібники, що включають бібліографію творів окремої особи або осіб і літературу про них, часто супроводжуються біографічними відомостями, обсяг яких обумовлено масштабами особи, її творчими досягненнями в розвитку науки, культури, літератури, освіти. До біобібліографії включаються всі публікації особи: монографії, книги, брошури, авторські свідоцтва, патенти, наукові звіти, статті, неопубліковані документи. Можуть включатися навіть відомості родоводу, ілюстративний матеріал.
За структурою біобібліографічні покажчики, як правило, включають розділи:
- передмову, та (або) вступну статтю, у якій висвітлюються життєвий і творчий шлях особи, його внесок в розвиток тієї чи іншої галузі науки, техніки, культури;
- перелік основних дат життя й діяльності;
- література про життя й діяльність особи;
- хронологічний покажчик друкованих праць особи;
- допоміжні покажчики (іменний покажчик, предметний), список скорочень тощо.

## Українська біобібліографія

### Зародження і розвиток
Зародження загальної біобібліографії українських діячів почалося у 1850-ті і пов'язане з іменами Г. М. Геннаді і Г. О. Милорадовича. На сторінках «Черниговских губернских ведомостей» були опубліковані як доповнення до бібліографічних покажчиків з українознавства О. М. Лазаревського біобібліографічні матеріали «О замечательных людях Малороссии». Найбільш ґрунтовною працею, що узагальнює дослідження з історії біобібліографії періоду 19 — початку 20 ст., є «Історія української бібліографії. Дожовтневий період» І. І. Корнєйчика (Х., 1971).
Наприкінці 19 — на початку 20 ст. відбувався розвиток методики складання біобібліографічних видань: вперше здійснювалася колективна робота по створенню загального Українського біографічного словника (УБС) під керівництвом М. С. Грушевського та В. Б. Антоновича (1893); паралельно в Галичині — перші випуски І. О. Левицького «Прикарпатска Русь въ XIX-мъ веце въ біографіяхъ и портретахъ еи деятелей съ увзгляднениемъ замечательныхъ людей, которых 1772 р. заставъ при жизни. написавъ на пôдставе автобіографичных записокъ и архивально-библіотечныхъ матеріялôвъ»(Т.1, вип.1-4. Л., 1898–1901). Вагомий внесок у справу розвитку біобібліографії у цей період зробили І. Ф. Павловський, С. І. Пономарьов, О. М. Огоновський, М. Ф. Комаров, В. С. Іконников, Д. І. Багалій та ін.

### Радянські часи
У 1918 р. вперше справою біобібліографії в Україні почали займатися на державному рівні — при Всеукраїнській Академії наук створюється Постійна Комісія по складанню біографічного словника діячів України, де працювали видатні українські вчені Д. І. Багалій, В. Л. Модзалевський, А. Ю. Кримський, Г. Г. Павлуцький, Є. К. Тимченко. Словник мав стати довідково-біобібліографічним виданням, але репресії 30-х років припинили цю роботу і негативно позначилися на стані наукової розробки проблеми. Необхідно відзначити внесок у розвиток української біобібліографії 2-ї пол. — кінця XX ст. таких вчених, як І. З. Бойко, Ф. К. Сарана, Л. В. Бєляєва, М. А. Вальо, Л. І. Ільницька, Н. Ф. Королевич, Ф. П. Максименко, М. Мороз, Ф. П. Погребенник та ін.
Одна з фундаментальних праць біобібліографічний словник «Українські письменники» (У 5 т. К., 1960–1965), який охоплює творчість письменників від початку розвитку письменства до 60-х рр. XX ст.
Видавництво «Наукова думка» 1968 р. заснувало серію «Біобібліографія вчених Української УРСР (з 1992 р. — України)», яка відображає внесок вітчизняних вчених в розвиток науки, сприяє пропаганді їхніх праць. У серії видано близько 200 видань, присвячених академікам та член-кореспондентам НАН України. Готуються вони, як правило, до ювілейних, пам'ятних дат НБУВ та б-ми НДУ НАН України. Серед них біобібліографії, присвячені таким відомим вченим, як Є. О. Патон, Б. Є. Патон, Г. Д. Вервес, І. І. Лукінов, І. К. Походня, В. М. Русанівський, О. Г. Ситенко, П. С. Сохань, М. Г. Чумаченко, А. А. Чухно, І. Р. Юхновський та ін.

### В незалежній Україні
Створюються біобібліографічні покажчики фахівцями бібліотек, наукових установ, навчальних закладів. Національною парламентською бібліотекою України біобібліографічні покажчики видаються з 1993 р. у серії «Видатні діячі української книги». Станом на 2002 р. вийшло 16 випусків, які присвячені, зокрема, Ю. Меженку, Ф. Максимовичу, М. Плевако, І. Бойку, В. Бабичу, Н. Королевич, М. Ясинському, М. Яшеку, М. Слободянику та ін. 1998 р. Центральна наукова сільськогосподарська бібліотека започаткувала серію «Академіки Української академії аграрних наук», в якій вийшли біобіблографічні покажчики, присвячені М. Зубцю, І. Мартиненку, В. Ситнику, В. Юрчишину, Н. Реві та ін. вченим. Державна наукова медична бібліотека випускає бібліографічні посібники в серії «Медична біографістика».
Біобібліографічні матеріали про укр. лікарів містять двотомний біобібліографічний довідник «Українські лікарі» (Львів; Чикаґо, 1994–1996), підготовлений П. Пундієм та книга Я. Ганіткевича «Українські лікарі-вчені першої половини XX століття та їхні наукові школи: Біограф. нариси та бібліографія» (Л., 2002). Серед діаспорних видань варто назвати покажчики, створені Л. Винаром, Д. Штогриним, Л. Биковським та ін., котрі збагатили українську біобібліографію.
Державна науково-педагогічна бібліотека України імені В. О. Сухомлинського
видає біобібліографічні покажчики: 
- серія "Видатні педагоги світу"
- серія "Академіки АПН України" (з 2010 р. - "Академіки НАПН України")
- серія "Ювіляри АПН України" (з 2010 р. - "Ювіляри НАПН України")

Ґрунтовний покажчик видав Інстиут енциклопедичних досліджень:
- Науковці України XX–XXI століть : метабібліографія / Ін-т енцикл. дослідж. НАН України ; [уклад.: М. Г. Железняк, Л. М. Гутник, Т. А. Галькевич]. — К. : Ін-т енцикл. дослідж. НАН України, 2010. — 475, [1] с. — Покажч.: с. 383–468.